# Suatu
Suatu (veraltet Soat oder Soatu; ungarisch Magyarszovát oder auch Czege) ist eine Gemeinde im Kreis Cluj in der Region Siebenbürgen in Rumänien.

## Geographische Lage

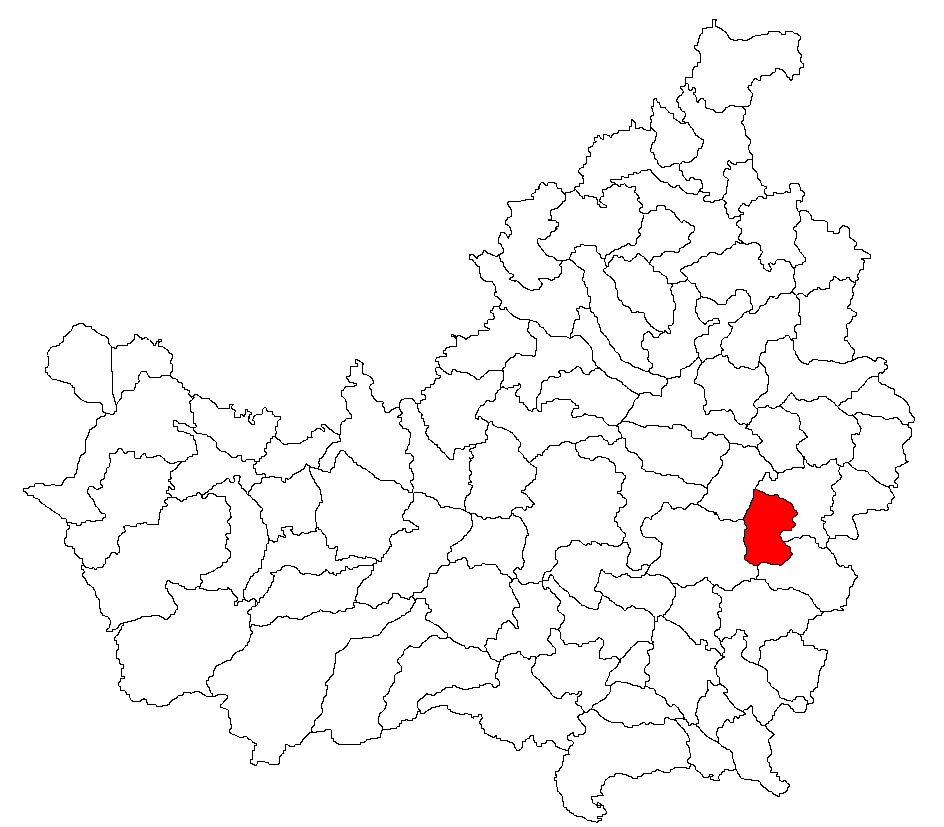
Lage der Gemeinde Suatu im Kreis Cluj

Die Gemeinde Suatu liegt in der Siebenbürgische Heide (Câmpia Transilvaniei) – Teil des Siebenbürgischen Beckens. Im Osten des Kreises Cluj am gleichnamigen Bach und an der Kreisstraße (drum județean) DJ 161H befindet sich der Ort Suatu etwa 40 Kilometer östlich von der Kreishauptstadt Cluj-Napoca (Klausenburg) entfernt.

## Geschichte
Der Ort Suatu wurde erstmals 1213 urkundlich erwähnt. Auf eine Besiedlung des Ortes deuten archäologische Funde auf dem Areal genannt Fânațele de Jos bis in die Bronze- und Römerzeit und bei Dijmași in die Römerzeit zurück. Auf dem Areal von den Einheimischen genannt Somoșa, deuten Nekropolis in das 4. Jahrhundert. Mehrere Münzen aus der Latènezeit befinden sich heute in einem Budapester Museum. Im eingemeindeten Dorf Aruncuta (Goldbrunn) deuten archäologische Funde auf dem Areal genannt Cremeniș, Cânepiște und Râtu Oii ebenfalls auf eine Besiedlung bis in die Römerzeit zurück.
Im Königreich Ungarn lag die heutige Gemeinde im Stuhlbezirks Mocs (heute Mociu) in der Gespanschaft Klausenburg. Anschließend gehörte die Gemeinde dem historischen Kreis Cluj und ab 1950 dem heutigen Kreis Cluj an.
Das heutige Dorf Suatu setzt sich erst ab 1905 aus Suatul de Jos (Alsószovát) und Suatul de Sus (Felsőszovát) zusammen, beide Orte gehörten der ungarischen Adelsfamilie Suki.

## Bevölkerung
Die Bevölkerung der Gemeinde entwickelte sich wie folgt:
| 1850 | 2.145 | 1.219 | 769   | - | 157            |
| 1920 | 2.839 | 1.429 | 1.352 | - | 58             |
| 1941 | 4.227 | 2.232 | 1.897 | 5 | 93             |
| 1992 | 2.223 | 956   | 1.173 | - | 94             |
| 2002 | 1.945 | 838   | 988   | - | 119            |
| 2011 | 1.737 | 688   | 837   | - | 212 (Roma 164) |
| 2021 | 1.552 | 579   | 637   | - | 339 (Roma 219) |

Seit 1850 wurde auf dem Gebiet der heutigen Gemeinde die höchste Einwohnerzahl und die der Rumänen, der Magyaren und die der Rumäniendeutschen 1941 registriert. Die höchste Einwohnerzahl der Roma wurde 2021 registriert.
Die Hauptbeschäftigung der Bevölkerung ist die Landwirtschaft und die Viehzucht.

## Sehenswürdigkeiten
- In Suatu (Suatul de Sus) die unitarische Kirche im 15. Jahrhundert errichtet, steht unter Denkmalschutz.[4] An Säulenenden ist das Wolfswappen der ungarischen Adelsfamilie Suki angebracht. In (Suatul de Jos) steht die reformierte Kirche[7] 1682 errichtet, in dessen Inneren das Wappen der ungarischen Adelsfamilie Bornemisza von Jenő.[3]
- Im eingemeindeten Dorf Aruncuta (ungarisch Aranykút) die einst griechisch-katholische Kirche 1928 errichtet, ist seit 1948 eine orthodoxe Kirche.[8]
- Auf dem Areal der Gemeinde Suatu befinden sich der etwa 70 Hektar große Stausee, wo auch Fischfang betrieben wird.[9]

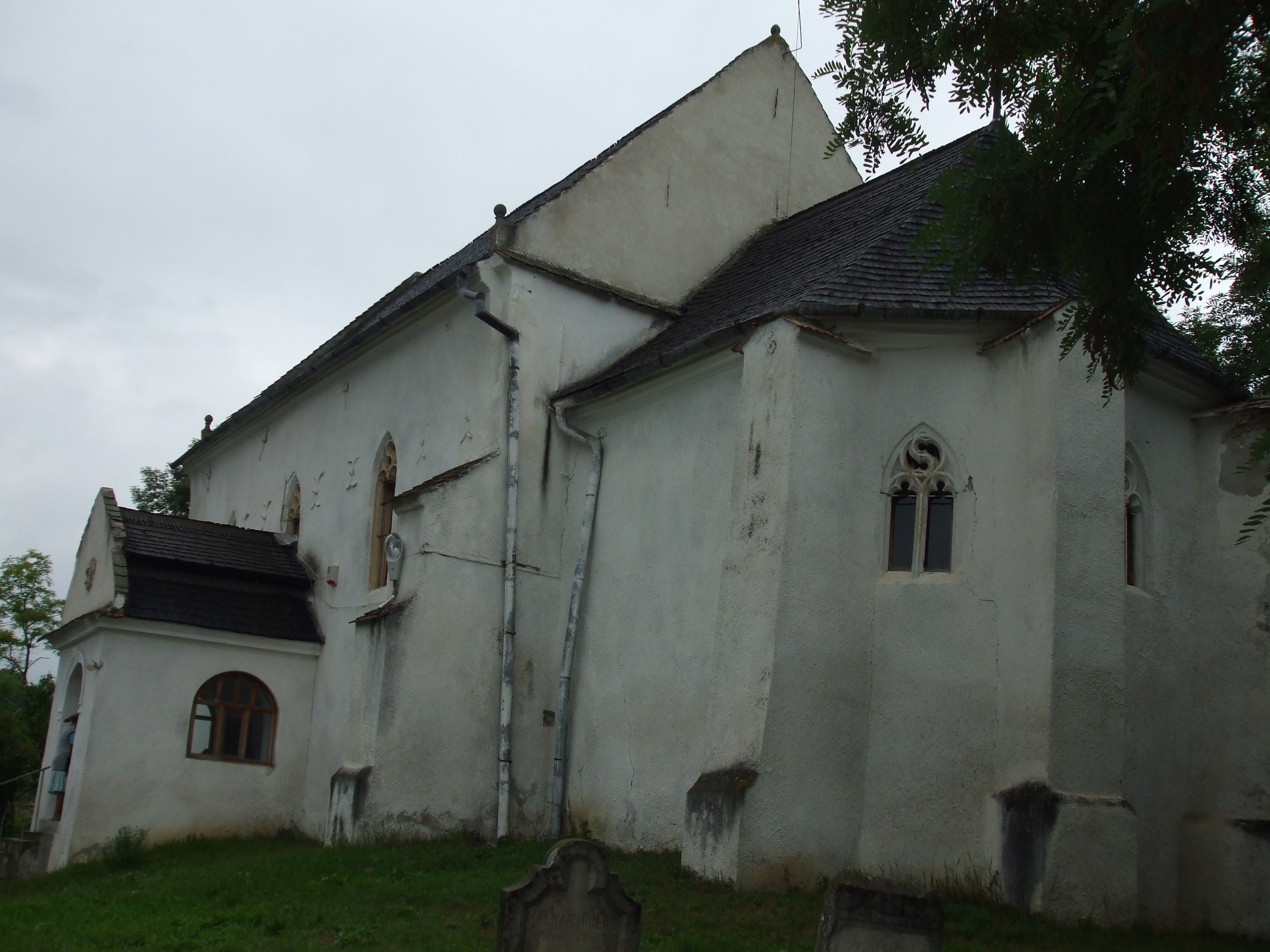
Unitarische Kirche in Suatu
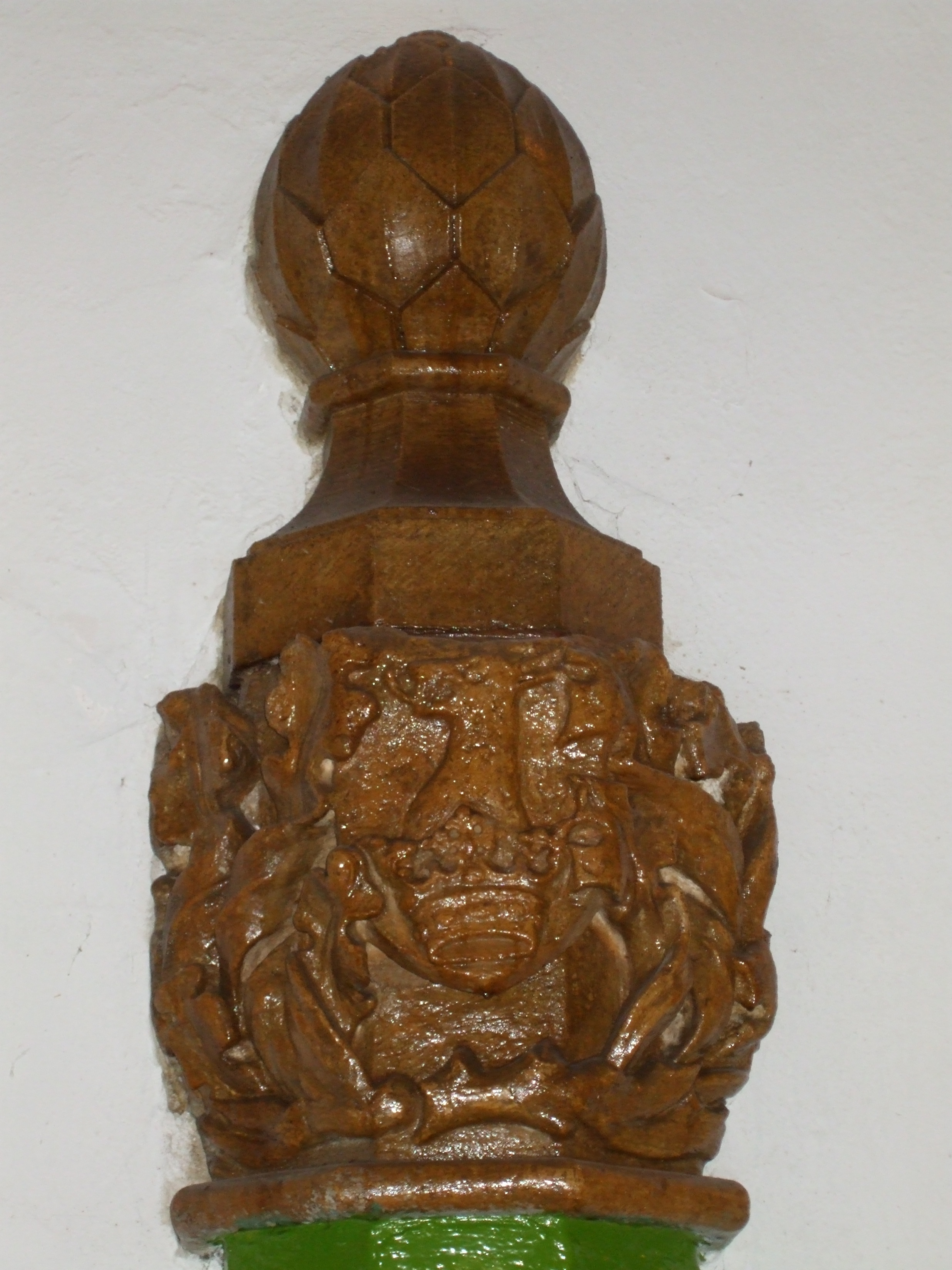
Säulenende mit Wolfswappen
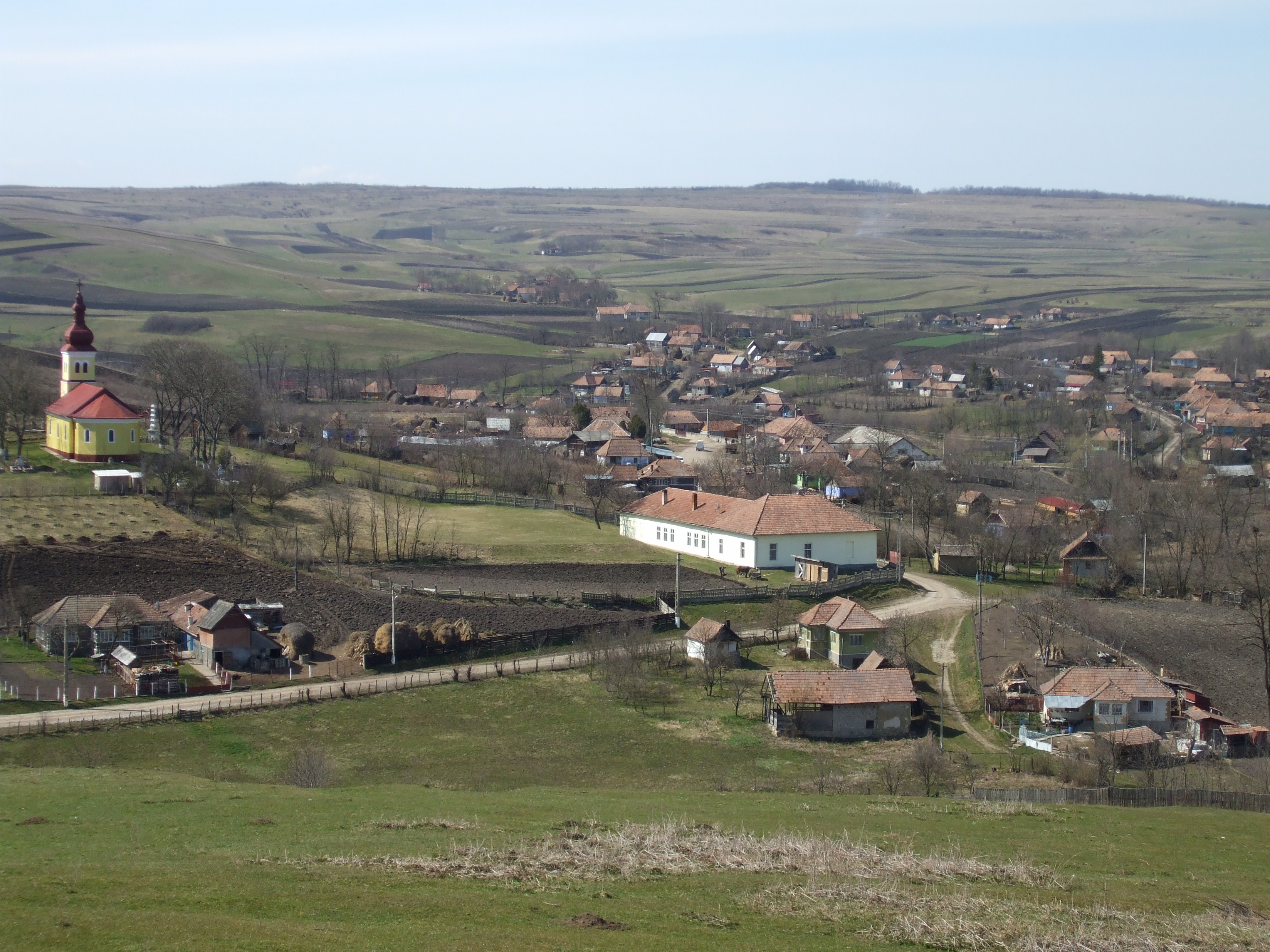
Blick auf Aruncata
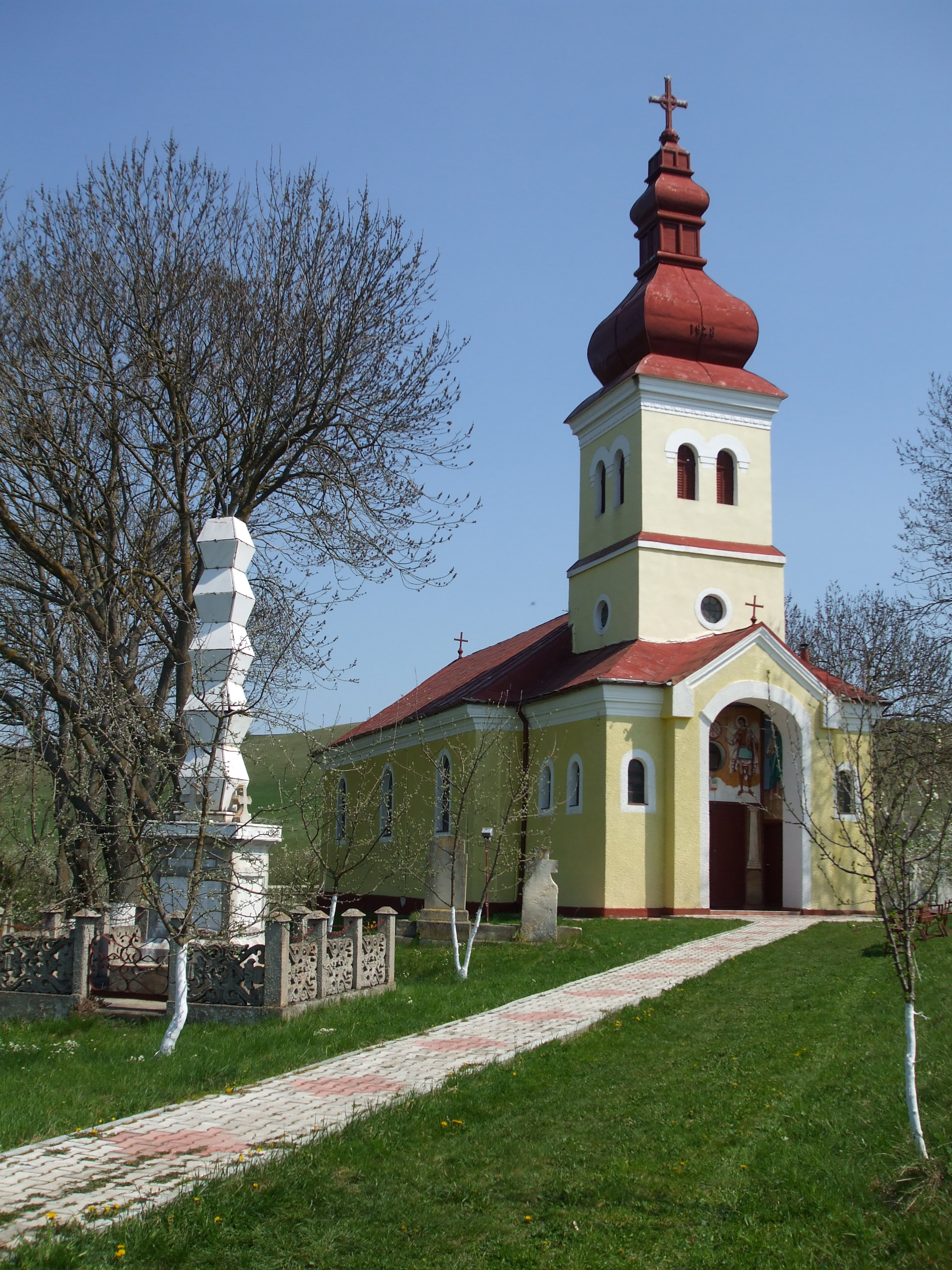
Orthodoxe Kirche in Aruncata
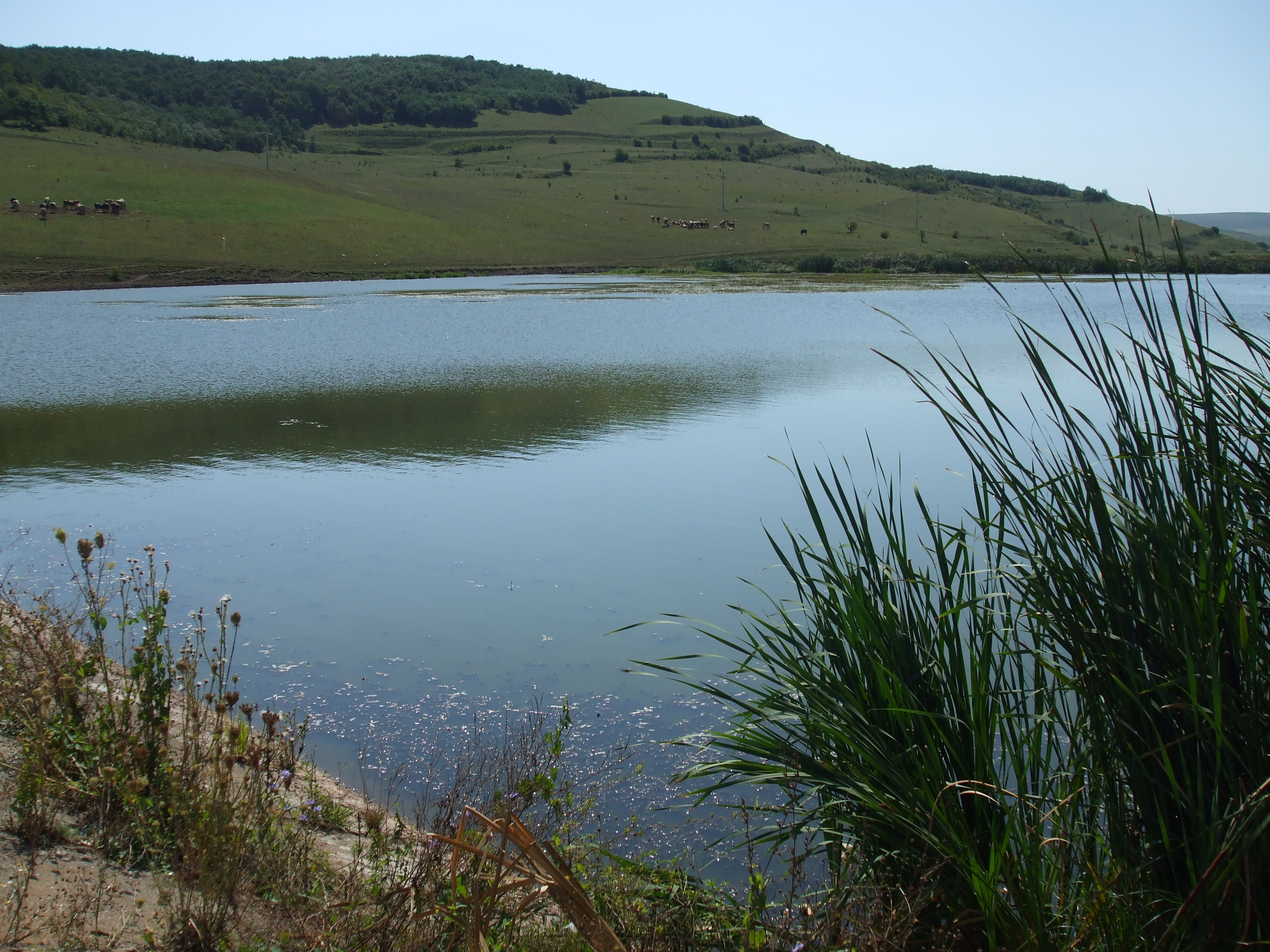
Der Suatu-See

## Persönlichkeiten
- Liviu Victor Pandrea (1915–1999), in Aruncata geboren, war ein griechisch-katholischer Priester, Soziologieprofessor und Doktor der Theologie.[10]
- András Bodor (1915–1999), war Historiker und Übersetzer[11]